# ران گرینر (بازیکن فوتبال)
ران گرینر (انگلیسی: Ron Greener; ۳۱ ژانویهٔ ۱۹۳۴ – ۱۹ اکتبر ۲۰۱۵) بازیکن فوتبال اهل بریتانیا بود.
از باشگاه‌هایی که در آن بازی کرده‌است می‌توان به باشگاه فوتبال نیوکاسل یونایتد و باشگاه فوتبال دارلینگتون اشاره کرد.